# ジェネリック家電

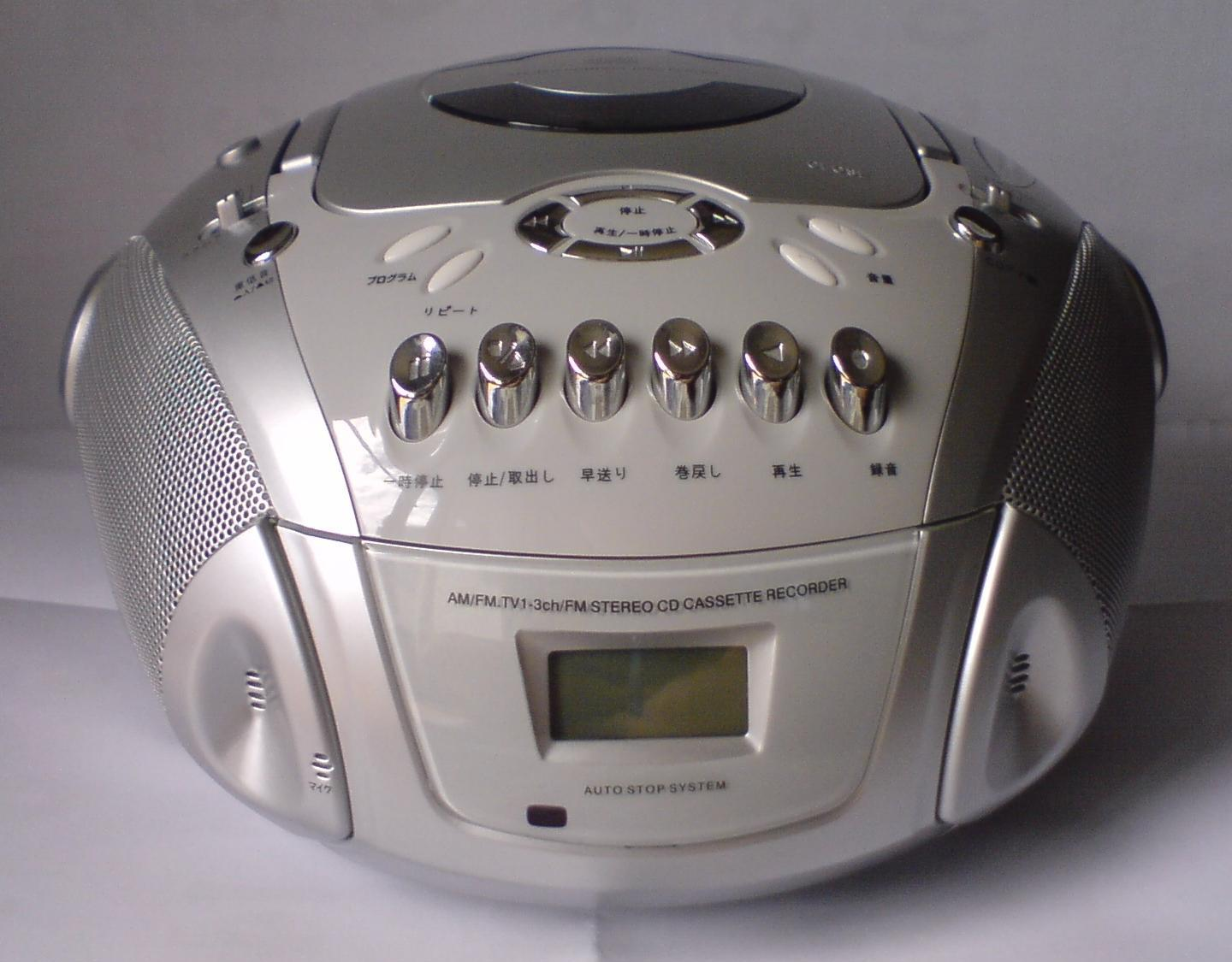
ジェネリック家電メーカー製のラジカセ

ジェネリック家電（ジェネリックかでん）は、低価格で販売する日本のメーカーや商品ブランドの家電商品。
ジェネリック医薬品になぞらえた造語で、大手メーカー品より機能を絞り低価格を実現している。ジェネリック (Generic) は英語の「一般的な」「ブランドにとらわれない」である

## もともとの定義

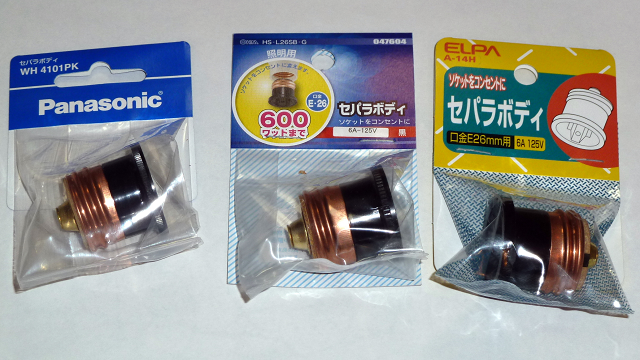
各社によるセパラボディ製品。上が大手電機メーカー製、下がジェネリック家電メーカー製のもの。

日本国内の大手電機8社以外の優秀な準大手・中堅メーカー製品が、中国製・韓国製の製品と一緒に「B級家電」と俗称されることに反感を持ったライターの近兼拓史が、大手に劣らぬ高品質低価格の日本中小優良家電と、中韓家電を明確に分けるために提唱した新語で、集英社『週刊プレイボーイ』2013年4月1日発売号の特集「ジェネリック家電で新生活をレベルアップ」が初出である。2013年10月に「ジェネリック家電推進委員会」が「ジェネリック家電製品大賞」を開始し、優秀な製品が毎年『週刊プレイボーイ』誌上などで公表している。同会は2015年9月28日に非営利の業界団体「一般社団法人ジェネリック家電推進委員会」として設立され、近兼拓史を代表理事とし、ジェネリック家電製品大賞を創設した。
近兼は、日本製でも水準が高くアフターサポートが良いことが条件、としている。

### 背景
ジェネリック家電は「機能はシンプルで、価格は安い方がいい」消費者のニーズに迎合している。
大手家電メーカーは商品開発のサイクルは短く、一世代前の部品や技術などを安くジェネリック家電メーカーに売却する。ジェネリック家電メーカーはそれらを使用することで安価な製品を作るため、品質に問題がないとされる。ジェネリック家電メーカーは大手メーカー以上に客のニーズを徹底的に調査し、付加機能の可否、コスト削減を行うことで顧客の要求に応える。
ジェネリック家電メーカーは大手メーカーを退職した技術者を即戦力として雇用し、開発に関するノウハウを短期間で取得している。アイリスオーヤマはパナソニックやシャープなど大手メーカー出身の技術者を採用し、開発センターを設けた。
日本の大手家電メーカーの製品は「ガラパゴス携帯」という言葉に代表されるように、技術力を誇示するあまり多機能に走りすぎた結果、ユーザーにとっては使いにくくなり、海外ではむしろ評価を下げていた。ジェネリック家電メーカーの多くは、品質は大手クラスを維持しつつ機能を絞ることで、低価格と使いやすさを実現して国内外で評価された。オーブンレンジに例をとれば、無駄な機能を削除することで約10分の1の価格を実現している。
2013年秋に「A-PRICE」を運営するMOAが販売したMAXZEN 32V型液晶テレビは、映像の表示に関しては大手メーカー製品並みながら、機能を絞ることで3万円を切る価格を実現し、月に10億円以上の売上げがあった時期があった。2016年7月には楽天市場の液晶テレビカテゴリの月間売上ランキングでも、同社のテレビが長期間にわたり上位入賞し、2016年上半期ランキングでも6位に入賞するなど、コストパフォーマンスの良さで市場に受け、大手ブランドに対しジェネリック家電が十分通用することを証明した。
扇風機などはジェネリック製品が多く売り上げている。ラジカセなど特定需要がある商品も開発している。大手メーカーも一部製品で低価格品を発売している。
販路拡大に成功したメーカーは、理由の一つとして、メイドインジャパンの信頼性と安全性を前面に打ち出した点にあるとする。独自の安全基準を設け、1万時間以上使用し続けてもトラブルが生じないかなど、耐久試験などを行っている。コールセンターを設置してアフターサービスを充実させ、古い商品の部品をストックして修理依頼にも万全に対応できる体制を整えた。

### 主要メーカー/ブランド
- アイリスオーヤマ (efeel、IRIS OHYAMA)
- オリオン電機（ORION、oen、BeLson、Luminousなど）
- 山善 (YAMAZEN、Qriom)
- オーム電機（AudioCommなど）
- KINUJO JAPAN (aiwa)
- テスコム (TESCOM)
- 小泉成器（KOIZUMI、SOUNDLOOKなど）
- 東芝ライフスタイル (TOSHIBA、AUREX)
- トヨトミ (TOYOTOMI)
- ツインバード (TWINBIRD)
- 朝日電器 (ELPA)
- 電響社 (ZEPEAL)
- エスケイジャパン（S.K Japan、felicisなど）
- ドウシシャ（ORION、TYTTO、OEN〈オーエン〉、SANSUI、Pieria、RAPHAIEなど）
- クマザキエイム (KUMAZAKI、Baermax)
- ライソン（LITHON）

## 定義の拡大
近年は、ノーブランドで廉価で比較的高品質な家電全般も対象となり、大手家電量販店が利益率向上を企図してナショナルブランド以外も積極的に扱い始め、デジタル家電分野で中国製ジェネリック家電が急増する。
2010年代の家電業界は日本製の減少にとどまらず、日本メーカー自体が急激に存在感を無くした。マーケティング研究者の永井竜之介は、「『海外のものづくりは雑』『特に中国はいい加減』という認識は、短サイクルで回す加点型の短期目標の一部分を切り取った近視眼的な解釈にすぎない」、「ひとりの消費者として、海外へ行ったときに周りを意識して見てみれば、愕然とするほどにメイド・イン・ジャパンの存在が薄れていることに気づくはずだ。ホテルの客室でも、知人宅でも、家電売り場でも、日本の家電メーカーの姿はもうほとんど見られない。」と述べている。